# Sheboygan Redskins
El Sheboygan Red Skins fue un equipo de la NBL y de la NBA de Sheboygan, Wisconsin, EE. UU.

## Historia de la franquicia
Los Red Skins jugaron en la NBL de 1938 a 1949, encabezó la clasificación defensiva en cinco ocasiones, apareció en cinco series por el campeonato y ganando el título del atemporada 1942-43, derrotando en la final al líder de la liga regular los Fort Wayne Zollner Pistons (hoy Detroit Pistons). Sheboygan y otros seis equipos de la NBL se fusionaron con el 10º equipo de la Asociación de Baloncesto de América el 3 de agosto de 1949, para convertirse en la NBA. Los Red Skins jugaron la temporada 1949-50 en la NBA, clasificándose para los playoffs, donde estuvieron a punto de derrotar al campeón de la Conferencia Este los Indianapolis Olympians. La franquicia se retiró de la NBA el 24 de abril de 1950, y pasó a formar parte del nuevo Consejo Nacional Liga Profesional de Baloncesto. Los Sheboygan consiguieron el mayor porcentaje de victorias (29-16) en 1950-51, después de que la Liga se disolviera.
- Wikimedia Commons alberga una galería multimedia sobre Sheboygan Redskins.

- Datos: Q2354728
- Multimedia: Sheboygan Redskins / Q2354728